# Spathius vindicius
Spathius vindicius är en stekelart som beskrevs av Nixon 1943. Spathius vindicius ingår i släktet Spathius och familjen bracksteklar. Inga underarter finns listade i Catalogue of Life.